# Tuffi ai campionati mondiali di nuoto 2022 - Trampolino 3 metri sincro misti
La gara dei tuffi dal trampolino 3 metri sincro misti dei campionati mondiali di nuoto 2022 è stata disputata il 29 giugno 2022 presso la Duna Aréna di Budapest. La gara si è svolta a partire dalle ore 19:00 e vi hanno preso parte 13 coppie di atleti provenienti da altrettante nazioni, ognuna delle quali ha eseguito una serie di cinque tuffi.
La competizione è stata vinta dalla coppia cinese Zhu Zifeng e Lin Shan, mentre l'argento e il bronzo sono andati rispettivamente agli italiani Matteo Santoro e Chiara Pellacani e ai britannici James Heatly e Grace Reid.

## Risultati
| Pos.    | Nazione       | Atleti                             | Punti  |
| ------- | ------------- | ---------------------------------- | ------ |
| Oro     | Cina          | Zhu Zifeng Lin Shan                | 324,15 |
| Argento | Italia        | Matteo Santoro Chiara Pellacani    | 293,55 |
| Bronzo  | Gran Bretagna | James Heatly Grace Reid            | 287,61 |
| 4       | Messico       | Kevin Muñoz Arantxa Chávez         | 282,42 |
| 5       | Germania      | Lou Massenberg Tina Punzel         | 277,62 |
| 6       | Corea del Sud | Yi Jaeg-yeong Kim Su-ji            | 275,82 |
| 7       | Malaysia      | Muhammad Puteh Ng Yan Yee          | 275,46 |
| 8       | Stati Uniti   | Quentin Henninger Kristen Hayden   | 271,86 |
| 9       | Giappone      | Haruki Suyama Haruka Enomoto       | 266,46 |
| 10      | Svizzera      | Guillaume Dutoit Madeline Coquoz   | 254,31 |
| 11      | Francia       | Jules Bouyer Nais Gillet           | 243,51 |
| 12      | Brasile       | Rafael Fogaça Anna Lúcia Rodrigues | 234,60 |
| 13      | Nuova Zelanda | Frazer Tavener Maggie Squire       | 223,86 |